# Gustaf Örn (1885–1968)
Carl Gustaf Örn, född 17 januari 1885 i Skövde församling i Skaraborgs län, död 22 juli 1968 i Danderyds församling i Stockholms län, var en svensk militär och exlibristecknare.
Örn avlade studentexamen i Skara 1905 och officersexamen vid Krigsskolan 1907. Han blev underlöjtnant vid Skaraborgs regemente 1907, löjtnant 1913  och slutligen major i armén. Han tjänstgjorde åren 1910, 1911, 1912 och 1913 vid Topografiska avdelningen i Generalstaben.
Han etablerade 1932 Örns assuransfirma i Skövde. Vid sidan av sitt arbete var han verksam som exlibristecknare.
Gustaf Örn var son till översten Carl Axel Örn och Anna Viola Andrea Englund samt från 1916 gift med Elena Nilsdotter Westfelt (1888–1956). Makarna är gravsatta på Gamla griftegården i Linköping.